# Campeonato Europeo de Gimnasia Artística de 1983
El XV Campeonato Europeo de Gimnasia Artística se celebró en dos sedes distintas: el concurso masculino en Varna (Bulgaria) y el concurso femenino en Gotemburgo (Suecia) en el año 1983. El evento fue organizado por la Unión Europea de Gimnasia (UEG).

## Resultados

### Masculino
| Evento                 | Oro                                                       | Plata                                                           | Bronce                                                                                                  |
| ---------------------- | --------------------------------------------------------- | --------------------------------------------------------------- | --- |
| Concurso completo ind. | Dmitri Bilozerchev Unión Soviética                        | Yuri Korolev Unión Soviética                                    | György Guczoghy · Hungría ·                                                                             |
| Suelo                  | Yuri Korolev Unión Soviética Plamen Petkov Bulgaria       |                                                                 | Jens Fischer · República Democrática Alemana · György Guczoghy · Hungría · Philippe Vatuone · Francia · |
| Caballo con arcos      | György Guczoghy · Hungría ·                               | Yuri Korolev Unión Soviética Alexandr Pogorelov Unión Soviética | |
| Anillas                | Dmitri Bilozerchev Unión Soviética Plamen Petkov Bulgaria |                                                                 | György Guczoghy · Hungría · Sepp Zellweger · Suiza ·                                                    |
| Salto de potro         | Dmitri Bilozerchev Unión Soviética                        | Norbert Brylok República Democrática Alemana                    | Yuri Korolev Unión Soviética                                                                            |
| Paralelas              | Yuri Korolev Unión Soviética                              | Borislav Chutov Bulgaria                                        | György Guczoghy · Hungría ·                                                                             |
| Barra fija             | Dmitri Bilozerchev Unión Soviética                        | Norbert Brylok República Democrática Alemana                    | Philippe Vatuone Francia                                                                                |

### Femenino
| Evento                 | Oro                                                            | Plata                                      | Bronce                                                          |
| ---------------------- | -------------------------------------------------------------- | ------------------------------------------ | --------------------------------------------------------------- |
| Concurso completo ind. | Olga Bicherova Unión Soviética                                 | Lavinia Agache · Rumania ·                 | Albina Zhichova · Unión Soviética · Ecaterina Szabo · Rumania · |
| Salto de potro         | Olga Bicherova Unión Soviética                                 | Ecaterina Szabo · Rumania ·                | Lavinia Agache · Rumania · Boriana Stoyanova · Bulgaria ·       |
| Barras asimétricas     | Ecaterina Szabo · Rumania ·                                    | Lavinia Agache · Rumania ·                 | Jana Labaková Checoslovaquia                                    |
| Barra                  | Lavinia Agache · Rumania ·                                     | Astrid Heese República Democrática Alemana | Mihaela Stănuleţ · Rumania ·                                    |
| Suelo                  | Olga Bicherova · Unión Soviética · Ecaterina Szabo · Rumania · |                                            | Boriana Stoyanova Bulgaria                                      |

## Medallero
| Núm. | País           | Oro | Plata | Bronce | Total |
| ---- | -------------- | --- | ----- | ------ | ----- |
| 1    | URSS           | 9   | 3     | 2      | 14    |
| 2    | Rumania        | 3   | 3     | 3      | 9     |
| 3    | Bulgaria       | 2   | 1     | 2      | 5     |
| 4    | Hungría        | 1   | 0     | 4      | 5     |
| 5    | RDA            | 0   | 3     | 1      | 4     |
| 6    | Francia        | 0   | 0     | 2      | 2     |
| 7    | Checoslovaquia | 0   | 0     | 1      | 1     |
| 7    | Suiza          | 0   | 0     | 1      | 1     |
|      | TOTAL          | 15  | 10    | 16     | 41    |